# George Chrystal

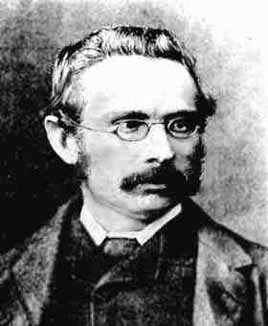
George Chrystal (1885)

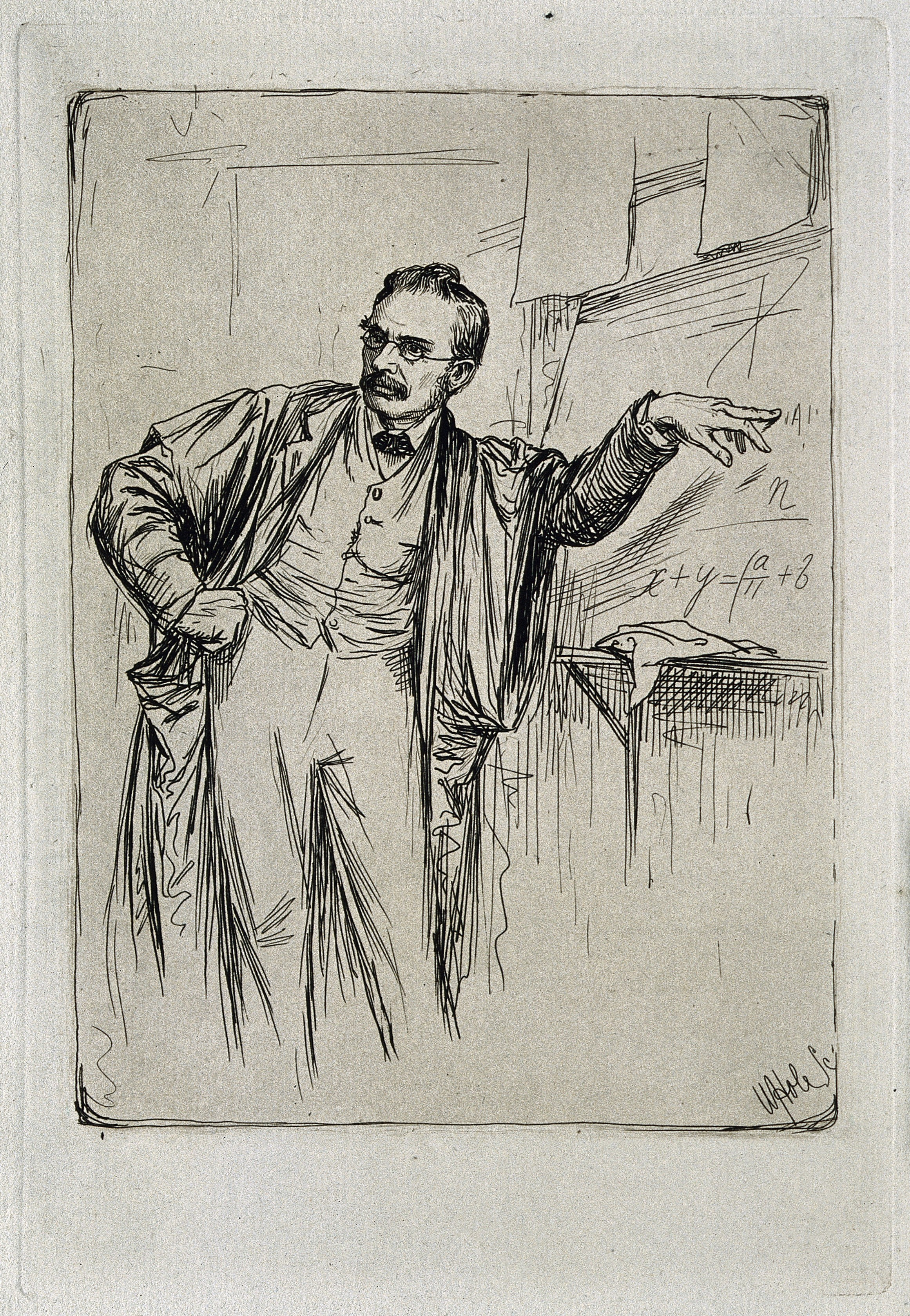
George Chrystal (Radierung von W. Hole)

George Chrystal (* 8. März 1851 in Oldmeldrum; † 3. November 1911 in Edinburgh) war ein schottischer Mathematiker.

## Leben
George Chrystals Vater, William Chrystal, hatte als Getreidehändler genug verdient, um Land zu erwerben und selbst in die Produktion einzusteigen. Seine Mutter war Margaret Burr, Tochter von James Burr aus Mains of Glaik im Aberdeenshire. Die Familie lebte in Mill of Kingoodie, wo Chrystal seine frühe schulische Ausbildung in Old Meldrum erhielt. Er war ein aufgewecktes Kind, das sich wegen seiner körperlichen Behinderung nur wenig sportliche betätigte.
Um 1863 zog die Familie nach Aberdeen, wo der Junge die Aberdeen Grammar School besuchte. 1866 gewann Chrystal das Williamson Stipendium für den besten Schüler der dritten Klasse und 1867 eine Silbermedaille. Er nahm ein Studium an der University of Aberdeen auf. Nach Chrystals eigenen Angaben hatte er bis zu seinem Studienantritt praktisch keine mathematische Bildung erhalten. Er schreibt die gute mathematische Ausbildung an der Universität den Professoren Fuller und Thomson zu, die von einem privaten Tutor unterstützt die jungen Männer ausbildeten.
1871 schloss er sein Studium mit den höchsten Auszeichnungen in Mathematik und Naturphilosophie ab. Er wurde mit der Town’s Gold Medal für den besten Studenten des Jahrgangs ausgezeichnet. Außerdem erwarb er so ein Stipendium für das Peterhouse der University of Cambridge, wo Chrystal 1872 unter den Einfluss von James Clerk Maxwell geriet, der im Jahr zuvor die Cavendish Professur in experimenteller Physik übernommen hatte. Zwar lamentiert Chrystal über die wenig erhellende Ausbildung, die er für deutlich schlechter als die in Schottland vermittelte hielt. Gleichzeitig lernte er so nach eigenen Aussagen einen Querschnitt der klügsten Köpfe seiner Generation im Königreich kennen. 1875 schloss er seine Studien in Cambridge ab. Er wurde neben William Burnside als Second Wrangler ausgezeichnet, der Bezeichnung für den zweitbesten Mathematik-Studenten eines Jahrgangs.
Er wurde zum Fellow des Corpus Christi College gewählt und lehrte dort zwei Jahre, während er gleichzeitig am Cavendish-Laboratorium unter Maxwell an einer experimentellen Bestätigung der Ohmschen Gesetze arbeitete. 1877 bewarb sich Chrystal um die frei gewordene Regius Professur of Mathematics an der Universität St Andrews, die er mit besten Empfehlungen seiner Lehrer zugesprochen bekam.
In St Andrews zeigte er sich als fähiger Lehrer und erstellte zusätzlich Artikel für die neunte Auflage der Encyclopaedia Britannica über Themen zur Elektrizitätslehre, Magnetismus und weiteren Themen. 1879 bewarb sich Chrystal um die frei gewordene Mathematikprofessur an der Edinburgh Universität, wo er bis zum Ende seiner Karriere lehrte.
Im gleichen Jahr trat er eine Reise nach Deutschland ein, wo er in Bonn seine Jugendbekanntschaft Ann Balfour heiratete. 1891 führte Chrystal als Dekan einige wichtige Reformen des Studienprogramms durch, die den Studenten mehr Freiheiten bei der Auswahl der Fächer gaben. Obwohl Chrystal die Mathematikprofessur hielt, betrieb er weiterhin auch Laborforschung, wo ihn die praktische Arbeit mit Studenten in Kontakt brachte, die ihn häufiger zu sehen bekamen, als ihren eigentlichen Lehrer, Peter Guthrie Tait. Chrystal überzeugte auch hier als zugänglicher und hilfreicher Tutor.
George Chrystal wurde 1880 in die Royal Society of Edinburgh gewählt. Er diente der Gesellschaft im Vorstand und folgte 1901 Tait als Generalsekretär der Gesellschaft. Unter Chrystals Führung musste die Gesellschaft zwar die Gebäude verlassen, die sie 80 Jahre genutzt hatte, aber Chrystal erstritt für die Gesellschaft eine angemessene Entschädigung und konnte mit den GBP 25.000 ein Anwesen in 22–24 George Street, Edinburgh, erwerben, wo die Gesellschaft mit einigen Zukäufen bis heute residiert.
Die meisten seiner wissenschaftlichen Arbeiten veröffentlichte er im Organ der Gesellschaft. Chrystals mathematische Publikationen befassen sich mit vielen Themen, einschließlich der nichteuklidischen Geometrie, Determinanten, Kegelschnitte, Optik und Differentialgleichungen. Zudem verfasste er ein bekanntes Buch zur Algebra.
Er war Gründungs- und Ehrenmitglied der Edinburgh Mathematical Society, an deren Entwicklung er sich maßgeblich beteiligte. Für seine hydrologischen Untersuchungen an den Lochs Earn, Tay und Lubnaig erhielt er den Gunning Victoria Award der Royal Society of Edinburgh. Die königliche Bestätigung zur Verleihung der Royal Medal der Royal Society traf erst zwei Stunden nach seinem Tod ein.
Joseph Wedderburn war sein Schüler.

## Schriften
- Algebra. An Elementary Text Book for the Higher Classes of Secondary Schools and for Colleges. Edinburgh 1886.